# 온가군

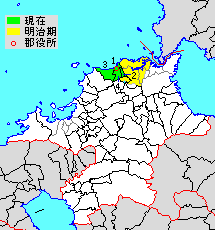
후쿠오카현 온가군의 위치(1.아시야정 2.미즈마키정 3.오카가키정 4.온가정 하늘색: 후에 다른 군에서 편입한 구역)

온가군(일본어: 遠賀郡, おんがぐん)은 일본 후쿠오카현(지쿠젠국)의 군이다.
인구 89,219명, 면적 93.4km², 인구밀도 955명/km².(2025년 3월 1일, 추계인구)
이하 4정으로 구성된다.
- 아시야정(芦屋町)
- 오카가키정(岡垣町)
- 온가정(遠賀町)
- 미즈마키정(水巻町)

## 군역
1878년 행정 구역으로 발족 당시의 군역은 위의 4정 외에 아래 구역에 해당한다.
- 기타큐슈시
  - 와카마쓰구·도바타구의 전역
  - 야하타히가시구의 대부분
  - 야하타니시구의 대부분
- 나카마시의 대부분

## 역사
이전에는 현재의 기타큐슈시 서부까지가 군역이었는데 1901년에 야하타에 관영 제철소가 진출해 일대의 공업지가 되었다. 야하타, 와카마쓰, 도바타가 시가 되면서 주변 정촌을 흡수했다. 1960년대에 가쓰키정, 주겐정이 이탈해 현 군역이 확정되었다. 현재 남아 있는 미즈마키정, 온가정, 오카가키정에 가고시마 본선과 국도 3호선이라는 규슈의 대동맥이 정역을 가로질러 각 정 모두 활발히 개발이 진행되고 있다. 예전에 석탄 생산지였던 미즈마키정은 시가지가 인접하는 야하타니시구와 연속한 시가지를 형성한다. 또 최근에 간호계의 전문학교도 진출해 학생의 마을로서의 발전도 기대된다. 온가강을 사이에 두고 온가정, 오카가키정은 원래 농촌이지만 교통편이 편리해 인구가 급증했다. 최근에은 확대하는 후쿠오카 도시권에도 들어가 베드타운이 되고 있다. 유일 철도가 없는 아시야정은 에도 시대~메이지 시대 초기까지는 온가 군의 중심 도시였지만 철도가 통하지 않고 주변의 도시가 발전하면서 쇠퇴했다. 예로부터 시가지를 가졌지만 최근에 한층 더 쇠퇴하고 있다. 군내에는 인접하는 시정 정도의 공업 집적은 없고 오로지 농어업이다.
- 1878년 11월 1일 - 군구정촌 편제법이 후쿠오카현에 시행되면서 행정 구역으로서의 온가군이 발족.

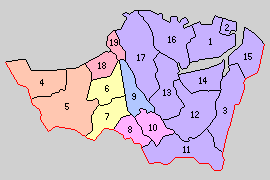
1.이시미네촌 2.와카마쓰촌 3.야하타촌 4.오카가타촌 5.야하기촌 6.시마토촌 7.아사기촌 8.소코이노촌 9.미즈마키촌 10.나카쓰촌 11.가쓰키촌 12.고자쿠촌 13.구키나미촌 14.구로사키촌 15.도바타촌 16.구키키타촌 17.에가와촌 18.아시야촌 19.야마가촌 (보라: 기타큐슈시 분홍: 나카마시 빨강: 아시야정 파랑: 미즈마키정 주황: 오카가키정 노랑: 온가정)

- 1889년 4월 1일 - 정촌제 시행으로, 아래의 정촌이 발족.(19촌)
  - 이시미네촌(石峰村): 현 기타큐슈시
  - 와카마쓰촌(若松村): 현 기타큐슈시
  - 야하타촌(八幡村): 현 기타큐슈시
  - 오카가타촌(岡県村): 현 오카가키정
  - 야하기촌(矢矧村): 현 오카가키정
  - 시마토촌(島門村): 현 온가정
  - 아사기촌(浅木村): 현 온가정
  - 소코이노촌(底井野村): 현 나카마시
  - 미즈마키촌(水巻村): 현 미즈마키정
  - 나카쓰촌(長津村): 현 나카마시
  - 가쓰키촌(香月村): 현 기타큐슈시
  - 고자쿠촌(上津役村): 현 기타큐슈시
  - 구키나미촌(洞南村): 현 기타큐슈시
  - 구로사키촌(黒崎村): 현 기타큐슈시
  - 도바타촌(戸畑村): 현 기타큐슈시
  - 구키키타촌(洞北村): 현 기타큐슈시
  - 에가와촌(江川村): 현 기타큐슈시
  - 아시야촌(芦屋村): 현 아시야정
  - 야마가촌(山鹿村): 현 아시야정
- 1891년
  - 2월 1일 - 와카마쓰촌이 정제 시행으로 와카마쓰정(若松町)이 됨.(1정 18촌)
  - 6월 10일 - 아시야촌이 정제 시행으로 아시야정(芦屋町)이 됨.(2정 17촌)
- 1897년 4월 23일 - 구로사키촌이 정제 시행으로 구로사키정(黒崎町)이 됨.(3정 16촌)
- 1899년 6월 10일 - 도바타촌이 정제 시행으로 도바타정(戸畑町)이 됨.(4정 15촌)
- 1900년 2월 10일 - 야하타촌이 정제 시행으로 야하타정(八幡町)이 됨.(5정 14촌)
- 1904년 7월 1일 - 구키나미촌이 개칭하여 오리오촌(折尾村)이 됨.
- 1905년 11월 5일 - 아시야정·야마가촌이 합병하여, 새로이 아시야정이 발족.(5정 13촌)
- 1906년 10월 1일 - 이시미네촌·와카마쓰정이 합병하여, 새로이 와카마쓰정이 발족.(5정 12촌)
- 1907년 10월 1일 - 오카가타촌·야하기촌이 합병하여, 오카가키촌(岡垣村)이 발족.(5정 11촌)
- 1908년 2월 15일 - 구키키타촌·에가와촌이 합병하여, 시마고촌(島郷村)이 발족.(5정 10촌)
- 1914년 4월 1일 - 와카마쓰정이 시제 시행으로 와카마쓰시(若松市)가 되어, 군에서 이탈.(4정 10촌)
- 1917년 3월 1일 - 야하타정이 시제 시행으로 야하타시(八幡市)가 되어, 군에서 이탈.(3정 10촌)
- 1918년 12월 15일 - 오리오촌이 정제 시행으로 오리오정(折尾町)이 됨.(4정 9촌)
- 1922년 11월 1일 - 나카쓰촌이 정제 시행으로 나카쓰정(長津町)이 됨.(5정 8촌)
- 1924년 9월 1일
  - 도바타정이 시제 시행으로 도바타시(戸畑市)가 되어, 군에서 이탈.(4정 8촌)
  - 나카쓰정이 개칭히여 나카마정(中間町)이 됨.
- 1926년 11월 2일 - 구로사키정이 야하타시에 편입.(3정 8촌)
- 1929년 4월 1일 - 시마토촌·아사기촌이 합병하여, 온가촌(遠賀村)이 발족.(3정 7촌)
- 1931년
  - 4월 1일 - 가쓰키촌이 정제 시행으로 가쓰키정(香月町)이 됨.(4정 6촌)
  - 8월 1일 - 시마고촌이 와카마쓰시에 편입.(4정 5촌)
- 1932년 3월 1일 - 소코이노촌이 나카마정에 편입.(4정 4촌)
- 1937년 5월 5일 - 고자쿠촌이 야하타시에 편입.(4정 3촌)
- 1940년 2월 11일 - 미즈마키촌이 정제 시행으로 미즈마키정(水巻町)이 됨.(5정 2촌)
- 1944년 12월 8일 - 오리오정이 야하타시에 편입.(4정 2촌)
- 1955년 4월 1일 - 가쓰키정이 야하타시에 편입.(3정 2촌)
- 1958년 11월 1일 - 나카마정이 시제 시행으로 나카마시(中間市)가 되어, 군에서 이탈.(2정 2촌)
- 1962년 10월 1일 - 오카가키촌이 정제 시행으로 오카가키정(岡垣町)이 됨.(3정 1촌)
- 1964년 4월 1일 - 온가촌이 정제 시행으로 온가정(遠賀町)이 됨.(4정)